# 帖木儿

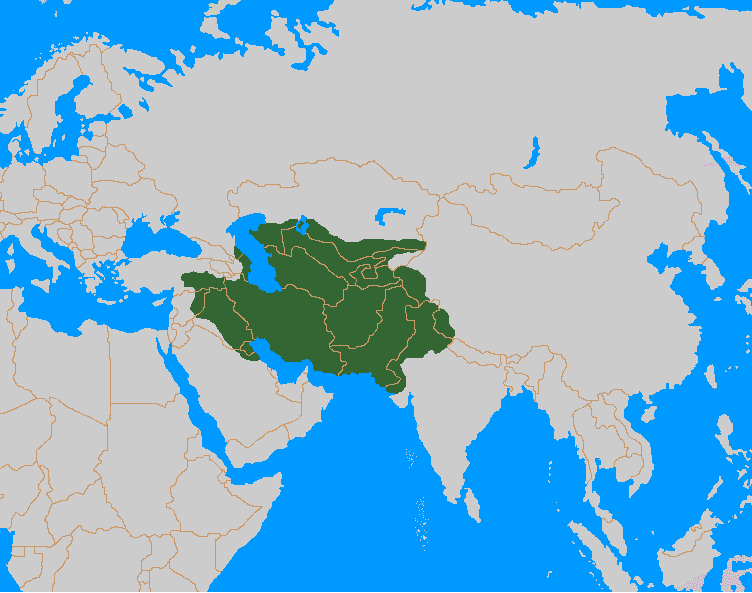
帖木兒汗國版圖

帖木兒（1336年4月8日—1405年2月18日），突厥化蒙古人，或譯帖木耳，帖木兒汗國的創始埃米爾，為察合臺語「鐵」之意，出身於蒙古巴魯剌思氏部落，1362年起事時被打伤，從此跛腳，因此人称跛子帖木儿，另外帖木兒可操流利波斯語、突厥語及蒙古語。因為他娶了東察合台汗國可汗黑的儿火者的女儿为妻，所以又被稱為駙馬帖木儿。他打敗了西亞、南亞和中亞的其他國家，是帖木兒帝國的奠基人。
帖木兒背景多種族，頭蓋骨證明帖木兒是蒙古人混血，也是烏茲別克國家民族英雄。
他的後代兒子沙哈鲁與孫子烏魯伯格在1411至1449年統治中亞，成為伊斯蘭文化中心，曾孫巴卑爾則南侵印度，建立了莫卧儿帝国，此帝國在1526至1857年統治南亞，約有四個世紀的時間。

## 出身及奪取汗位
帖木兒出生於西察合台汗国渴石一个信奉伊斯兰教的突厥化蒙古人埃米尔巴鲁剌思氏的家庭，是成吉思汗七世的女系驸马。父親名叫塔剌海，是渴石的一名埃米爾，是巴鲁剌思氏一族。相传其祖先源自成吉思汗的高祖父敦必乃，敦必乃第三子为合出里，合出里生子亦儿占赤，亦儿占赤生子速忽赤臣，速忽赤臣生子忽必来、忽都思、布鲁罕和哈剌察儿那顏，哈剌察儿生子亦连吉儿，亦连吉儿生子不儿赫勒，不儿赫勒生子塔剌海和哈吉，塔剌海就是帖木儿的父亲(哈吉是他叔叔)。也有学者认为成吉思汗世系之说不可信，帖木儿应是突厥人，而非蒙古人。
後人所知的帖木儿的傳奇歷史，絕大部分來自於其家傳的自傳。從其出身背景與控制能力來看，至少在帖木兒父辈时，其家族勢力已經支配整個渴石地區，並與西察合台王族通婚。1360年，河中地區大勢底定，禿忽魯帖木兒控制了大部分地區，並收帖木儿為參贊。但帖木儿實際上受到西察合台汗國王族兩個方面的羅致，他選擇投入較為弱小，但與其有姻親關係的忽辛陣營。因其所處勢力較小，這一段時期帖木儿與忽辛可說是一面游擊並儲備反擊的力量，其最為人所熟知的腿傷亦是在此時期受創。
1363年忽辛終於扶持合不勒沙为西察合台可汗。1369年，帖木儿杀死結義兄弟忽辛，控制了西察合台可汗合不勒沙。第二年，帖木儿处死合不勒沙，自称为蘇丹，建立了帖木儿帝国。

## 擴張帝國
首先，恢復西察合台汗國的秩序與疆土之後（也就是征服中亚河中地区），再七次征伐東察合台汗國之后，将其納入疆土。随后征服东伊朗（1381年）、花剌子模（1387年）。
1393年最终征服西波斯；并在1391年、1394—1395年两次征伐金帐汗国。但由於撒拉伯卡（今伊朗境內）發生異族叛亂，使其一改恢復蒙古帝國光榮之進軍方向，將征服目標由蒙古金帐汗国、察合台汗国轉向周圍各國。帖木儿原來希望恢復蒙古帝國的光榮，因此本來皆以各蒙古汗國為攻擊目標。但在之後卻發現到蒙古人不是敵人，異族較蒙古人更可能阻礙他的大業。

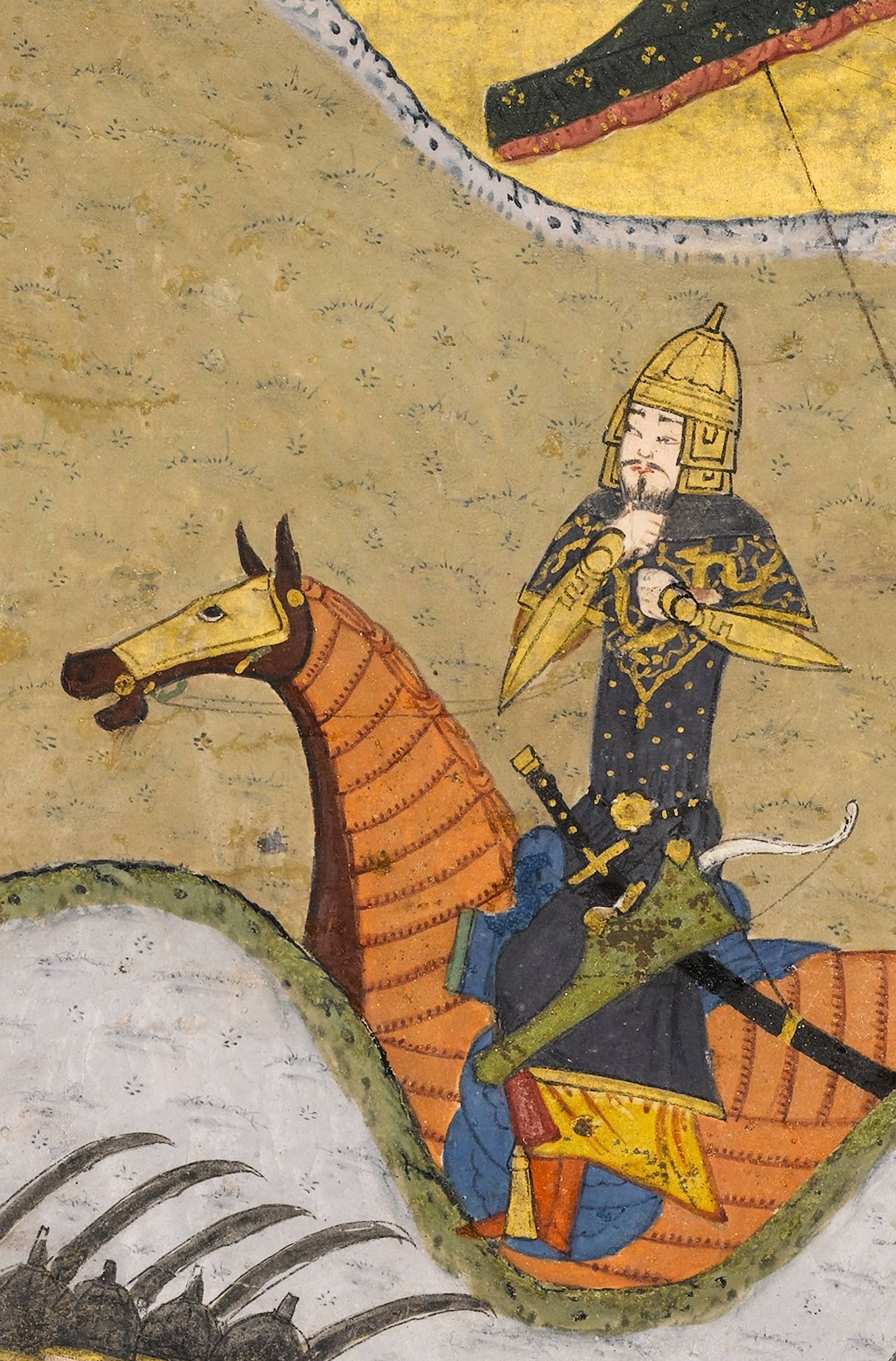
1393年，帖木兒率領軍隊征服巴格達。該肖像畫由他的孫子易卜拉欣蘇丹於1424-28年委託創作。出版於1435-36年。

從此以後，他師法蒙古人的屠殺掠夺策略，屠殺反叛之撒拉伯卡，他之後1394年、1398年征伐德里苏丹国時，也維持同樣的策略。最著名一戰是與金帳汗國脫脫迷失汗的昆都爾察河谷大戰，徹底擊敗金帳汗國。

## 与明朝、奥斯曼帝国的關係

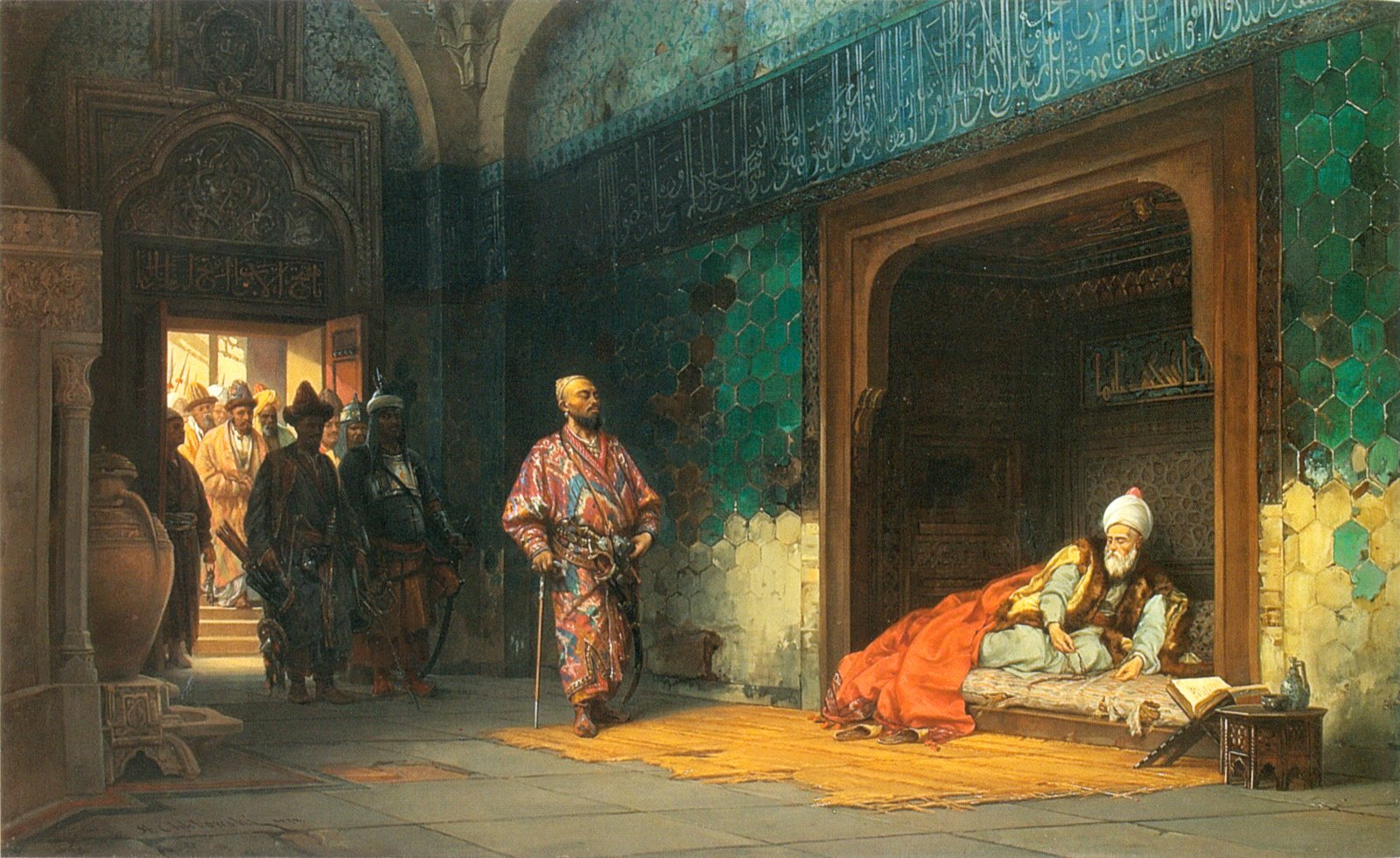
俘虜蘇丹拜牙（即“闪电”巴耶塞特一世）

1368年，明太祖朱元璋建立明帝国，在同年的北伐之中结束了元朝的统治，并迫使其退居塞北，汉文史籍史称北元，后在明太祖北伐的打击下灭亡。明军在明洪武五年（1372年）将甘肃行中书省纳入明帝国疆域后要求当时中亚各国“进贡”。
1387年起，帖木儿曾多次遣使至明。
1396年，帖木儿扣押各國使节，包括明帝国與奥斯曼帝国使節，表示對外宣戰，開始第二階段的征战擴張。1398年征伐印度德里苏丹国的德里；1399年—1402年西征小亚细亚与马木留克王朝和巴格达。
1398年，再次禁錮、扣留明朝特使。
1402年7月20日在安卡拉战役大败奥斯曼帝国，俘其蘇丹拜牙（即“闪电”巴耶塞特一世），使其帝国疆域成为从印度德里到小亚细亚、美索不达米亚的大帝国。他擊敗當時如日中天、不断擴張中的鄂圖曼帝國，間接地缓解了伊斯兰文化对基督宗教文化與整個歐洲的渗透。而從小亞細亞帶回的藝術家、工匠與學者，留給撒馬爾罕無數無價的傳世建築，使該處在其孫兀魯伯的經營下，成為了中亞伊斯蘭文化的重心。
1404年11月27日率领20万士卒进攻明朝，结果1405年2月18日在进军途中，在訛答剌病死，終結了其輝煌的征戰歷史。

## 逝去後的帝國局勢
帖木儿有四子，长子贾汉吉尔早逝、次子烏馬爾·沙黑阵亡，三子米兰沙在帖木儿逝世后不久也去世了；帖木儿立太孫皮儿·马黑麻，但帖木儿的另一個愛孫哈利勒起兵争位，发生内讧，最终由帖木儿的四子沙哈鲁平定内讧，继位为王。
沙哈鲁一反帖木儿对明朝的的攻擊政策轉變為与明帝国友好，在永乐十一年（1413年）恢复遣使；同年明成祖派遣中官李达、吏部验封司员外郎陈子魯等9人使团出使帖木兒汗國，行报施之礼；使節團的成就之一，就是重新與帖木儿汗國建立良好的外交關係。
帖木儿帝国也如蒙古帝國般，裂解為多个勢力，而且諸子間還经常發生鬥爭，1449年沙哈鲁長子兀魯伯被杀后帝国分崩离析，不同地区统治者常年互相杀伐。
帖木儿帝国在1507年被乌兹别克汗国的穆罕默德·昔班尼所灭。1526年，帖木儿的后裔巴布尔征服印度德里苏丹国建立了蒙兀兒帝国，名义上存在到1857年。

## 帖木兒的司法制度

### 民、刑分開
帖木兒將民事、刑事及行政訴願分開；一部份司法官，專理刑事案件；另一部份則為廉政司法官，專理官吏貪污案件。至於外國使者，與民間往來，則另有禮官負責。如此，帖木兒境內司法，有條不紊，職責之劃分，極為清楚:p.160。

### 案件判決過程
帖木兒汗帳建立之處，法官即就其旁，建立帳幕三座，工作其中。所有在押人犯，以及原被告，皆來此處候審。法官分別案件之性質，聽取訴辯後，立下判詞，但於執行之前，先呈帖木兒鑒核，候其裁可，再分別執行。法官倘作書面之判詞時，先由繕書記寫，登過底簿後，再由法官於判決書上蓋印。另有一吏，自法官之底簿上，將原文抄於清謄簿上，其判詞之尾，亦由法官蓋印。清謄簿係為呈帖木兒批閱者。帖木兒於此薄上用過印璽，即為批准。帖木兒用於司法案件之璽，其印文為「公正」一語，文外四邊，有小圓圈3個。此間為法官司繕寫判詞之書記，其職務極為忙碌。:p.160-161

## 驛站制度
據曾經出使帖木兒帝國的西班牙人克拉維約所說，帖木兒帝國境內有相當完善的驛站制度。帖木兒於其汗國內，遍設驛站，備置馬匹，以供換乘。較大之驛站上，常備良馬百匹，多至二百匹:p.101。為供給各驛站人員之需用及飼養馬匹起見，各驛站旁建有館舍。帖木兒之使者每至一驛，立刻更換新座騎並繼續前進，驛伕伴往下站，將原馬領回:p.101。
萬一馬匹在途中疲乏或倒斃，使者即自路上所遇之騎者借用坐騎，繼續前進，絕不中止。按驛站之規定，帖木兒之使者，於路上倘有需用馬匹之處，迎面遇有行人，無論地位高低，即屬王公貴族、抑或販夫走卒，只須提出商借之請求，對方必須立時將馬出借。不論誰對此種義務皆無推卻之餘地。倘有遲疑或竟予拒絕時，即有被斬首之危險。使者於途中借到之馬，馳至附近驛站，再更換他騎:p.101。
帖木兒不僅於赴撒馬爾罕之大路上施行此項制度，在汗國其他各道上皆行此法。以此，驛站與郵傳使者隨地可見，其作用在使各地消息靈通，而帖木兒之巡吏晝夜活動於四方:p.101。

### 對驛使的要求
帖木兒並未限定其驛使晝夜奔馳，只規定每日行程為50程（Fusah，每Fusah約為5公里）。如此已足令其使者，不敢稍怠。故途中坐騎，即使因奔馳過度而猝斃，亦所不惜，因帖木兒所最注重者為迅速:p.101。

## 帖木兒治軍

### 軍隊組織
帖木兒軍隊中，百人為最小單位，置百人長，千人及萬人之上，皆置有千人長及萬人長。全軍置有統帥。遇有戰事發生，則徵調各級將士，按敵勢之強弱，分定徵調兵數之多寡。
帖木兒平日將軍中馬匹及牲畜，分撥與族人飼養。凡負責飼養之人，莫不加意看管。因倘有不周之處，刑罰隨至，罪重者且因之被殺。:p.161

### 軍隊紀律管理
帖木兒每次出征，軍中置有法官多人，隨時接受訴狀，加以裁判。:p.160

## 身後

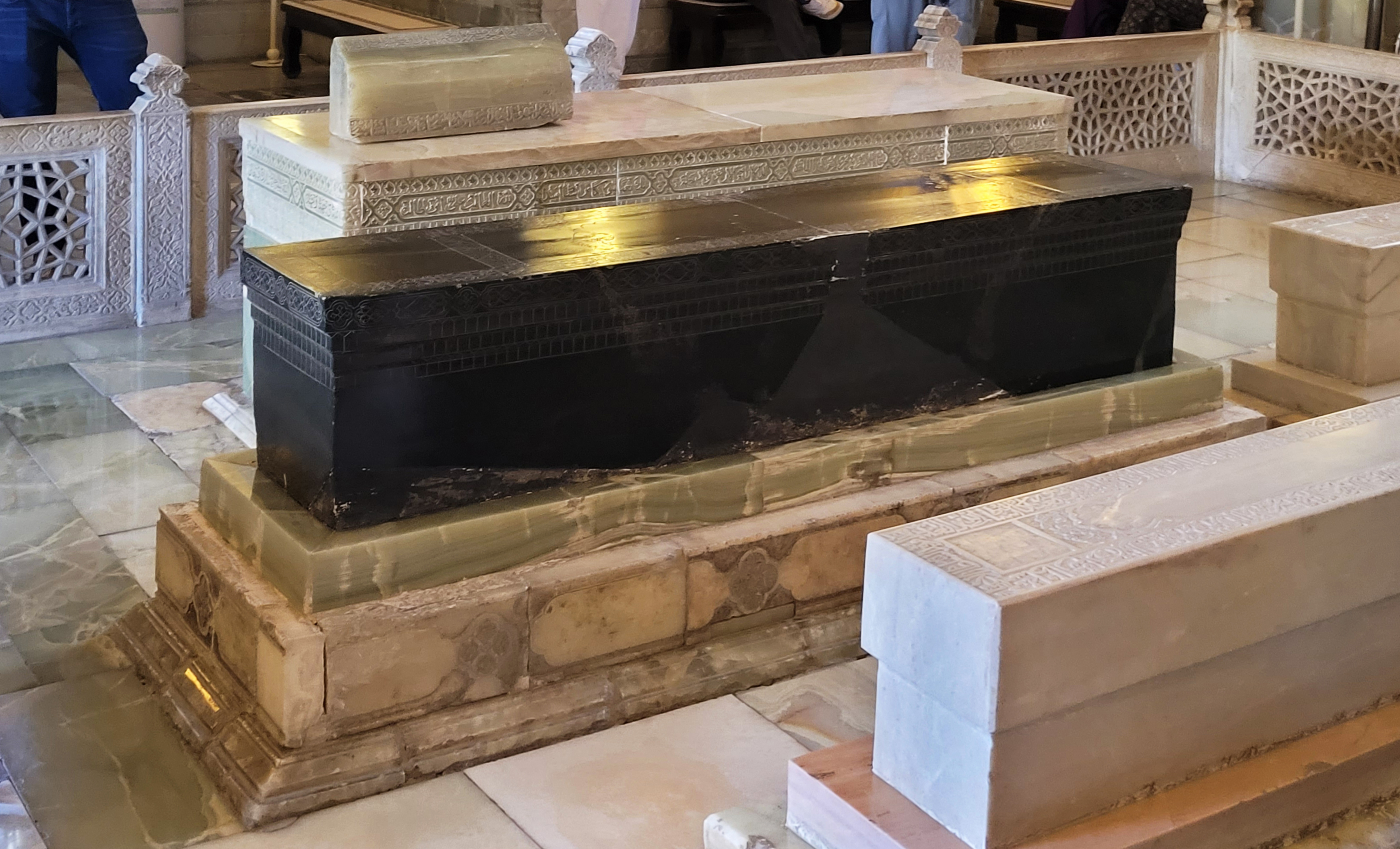
古尔-埃米尔陵的帖木兒墓

帖木兒沿習蒙古帝國戰風，對於不投降者在破城之後大多屠城以畏服各邦，他屢次征伐俄羅斯及黑海北部，使當地人民留下痛苦的記憶。在俄羅斯與東歐地區並流傳著一則傳說：帖木兒的遺骸若遭移動，將使天下遭遇大戰爭。
1941年6月19日，帖木兒的屍體從墳墓中被挖出，蘇聯人類學家米哈伊爾·M·格拉西莫夫和列夫·V·奧沙寧對他的遺體進行了檢查。格拉西莫夫從帖木兒的頭骨中重建了帖木兒的肖像，發現他的面部特徵呈現出“典型的蒙古人種特徵”。帖木兒頭蓋骨的人類學研究表明，他主要屬於「南西伯利亞蒙古人種類型(圖蘭人種)」。帖木兒身高5英尺8英寸（173公分），在他那個時代是很高的。檢查證實，帖木兒跛行，右臂因受傷而瘀青。他的右大腿骨與膝蓋骨結合在一起，膝關節的構造顯示他的腿始終保持彎曲，因此會有明顯的跛行。他看起來胸膛寬闊，頭髮和鬍鬚都是紅色的。據稱帖木兒的墳墓上刻著這樣的話：「當我從死裡復活時，世界將會顫抖」。據說，當格拉西莫夫挖掘屍體時，在棺材內發現了額外的銘文，上面寫著：
|  | 無論誰打開我的墳墓，都會釋放出比我更可怕的入侵者。 |

在格拉西莫夫開始挖掘屍體三天后，1941年6月22日，阿道夫·希特勒入侵了蘇聯（史稱巴巴羅薩行動），蘇德戰爭由此爆發，德軍輕易攻入蘇聯腹地令蘇軍損失慘重，帖木兒的詛咒於是在蘇聯境內流傳甚廣。。1942年11月，就在蘇聯贏得史達林格勒戰役之前，帖木兒被以完整的伊斯蘭儀式重新安葬。

## 世系
- 敦必乃，成吉思汗的高祖父
  - 三子合出里
    - 子亦儿占赤
      - 子速忽赤臣
        - 长子忽必来，成吉思汗帐下“四勇”之一
        - 次子忽都思
        - 三子布鲁罕
        - 四子哈剌察儿
          - 子亦连吉儿
            - 子不儿赫勒
              - 长子塔剌海
                - 子帖木儿
                  - 长子賈漢吉爾
                    - 长子馬黑麻·蘇丹
                    - 次子皮儿·马黑麻

                  - 次子烏馬爾·沙黑
                    - 拜哈拉·米尔扎一世
                      - 吉亚斯·乌德-丁·曼苏尔·米尔扎
                        - 拜哈拉·米尔扎二世
                        - 速檀·胡先·拜卡尔
                          - 巴迪·匝曼
                          - 穆扎法尔·忽辛

                  - 三子米兰沙
                    - 哈利勒苏丹
                    - 穆罕默德·米尔扎
                      - 卜撒因
                        - 长子阿赫馬德米兒咱
                        - 次子速檀·阿黑麻
                          - 长子麻素提
                          - 次子拜孙哈尔
                          - 三子阿里

                        - 三子马合谋
                          - 苏丹·马苏德·米尔扎
                          - 苏丹·拜孙豁儿·米尔扎

                        - 四子烏馬爾·沙黑·米爾扎二世
                          - 子巴布尔，莫卧儿帝国创建者
                          - 子贾罕吉尔·米尔扎二世

                        - 七子兀鲁伯·米爾扎二世

                  - 四子沙哈鲁
                    - 长子兀鲁伯
                      - 子阿不都·剌迪甫

                    - 次子阿布勒法特·依不喇
                      - 子阿卜杜拉·米爾扎

                    - 三子贝孙忽（拜宋豁兒）
                      - 阿拉·道拉·米尔扎
                        - 易卜拉欣·米尔扎

                      - 子蘇丹·穆罕默德·本·拜宋豁兒
                      - 子阿布勒－卡西姆·巴布爾·本·拜宋豁兒
                        - 米兒咱·沙·馬赫穆德

                    - 四子苏玉尔格哈特弥士
                    - 五子穆罕默德·居其

              - 次子哈吉

## 延伸阅读
[在维基数据编辑]
 《新元史/卷228》，出自柯劭忞《新元史》
 在维基共享资源阅览影像、分类